# Back It Up
"Back It Up" är debutsingeln av den nederländska sångerskan Caro Emerald. Den släpptes den 6 juli 2009 som den första singeln från hennes debutalbum Deleted Scenes from the Cutting Room Floor.
Låten debuterade på plats 83 på den nederländska singellistan den 25 juli och tog sig upp på plats 16 den 5 september där den stannade i två veckor. Den föll bort från listan den 12 december samma år efter att den tillbringat 21 veckor där. 
I samband med att albumet släpptes återvände låten till listan den 20 mars 2010. Den här gången låg den som bäst på plats 13 den 10 april. Den tillbringade ytterligare 13 veckor på listan innan den föll bort den 12 juni, nästan ett år efter den officiellt släppts. Totalt tillbringade låten 34 veckor på topp 100-listan. Låten kom även in på singellistan i Belgien där den tillbringade 3 veckor och singellistan i Tyskland där den tillbringade 5 veckor.

## Listplaceringar
| Lista (2009-2010) | Topplacering |
| ----------------- | ------------ |
| Belgien           | 33           |
| Nederländerna     | 13           |
| Tyskland          | 70           |